# Militaire begraafplaats

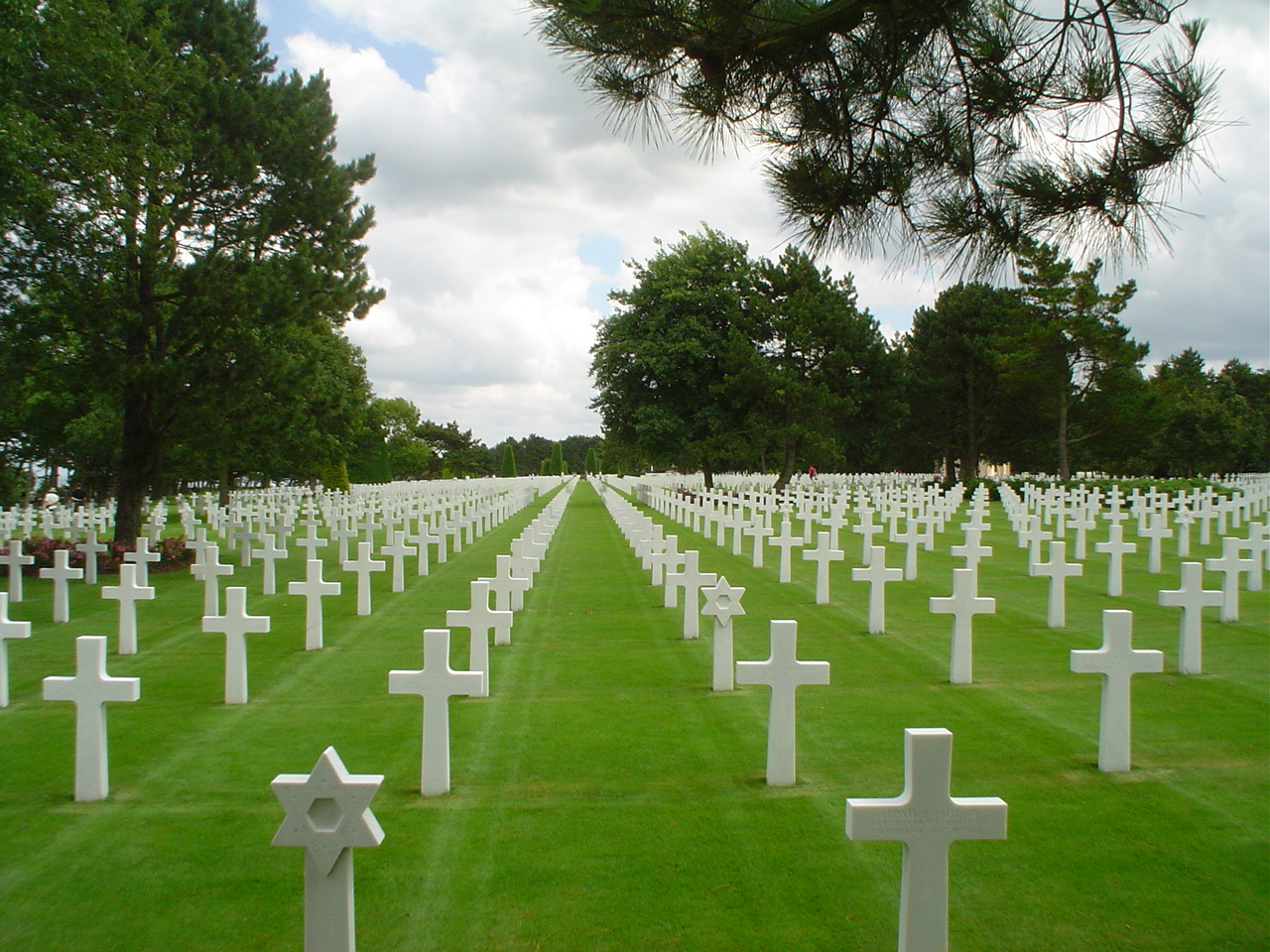
Amerikaanse militaire begraafplaats in Normandië

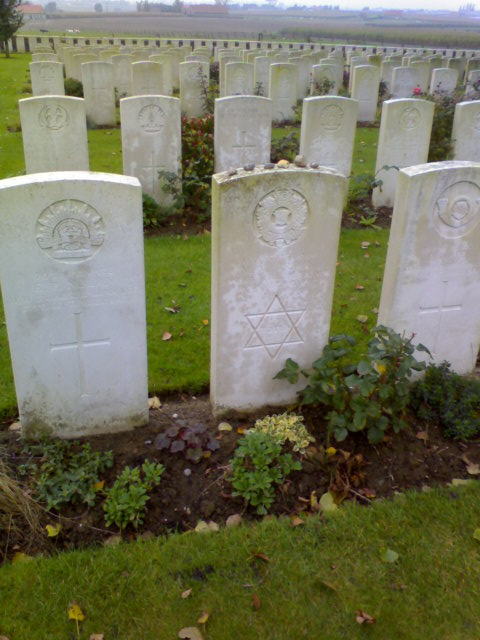
Britse militaire graven in Tyne Cot Cemetery

Een militaire begraafplaats of oorlogsbegraafplaats is een begraafplaats ingericht door of onder toezicht van een staat ter nagedachtenis aan en als eerbetoon voor slachtoffers die omgekomen zijn tijdens een oorlog. Tijdens de vijandelijkheden werden de oorlogsslachtoffers begraven waar ze stierven. Pas na de vijandelijkheden kregen de militaire begraafplaatsen hun actuele vorm, veelal na het hergroeperen van kleine begraafplaatsen en her en der verspreide individuele graven.
De vele militaire begraafplaatsen van vooral de Eerste- en Tweede Wereldoorlog over de hele wereld zijn blijvende getuigen van de menselijke kosten van een militair conflict. 
Op sommige militaire begraafplaatsen liggen naast militairen van de eigen natie ook militairen van de vijandelijke strijdkrachten. Op talloze militaire begraafplaatsen liggen naast militairen ook andere oorlogsslachtoffers begraven: standrechtelijk gefusilleerden, ter dood veroordeelde en geëxecuteerde verzetsmensen, dwangarbeiders, joden, onderduikers, krijgsgevangenen van alle naties, van ontbering gestorven gevangenen. Dit geldt met name voor de in Nederland (Ereveld Loenen), Indonesië en Duitsland gelegen erevelden en voor vele Belgische militaire begraafplaatsen.

## Grote begraafplaatsen
- Arlington National Cemetery bij Washington D.C. met meer dan 400.000 graven
- Tyne Cot Cemetery, nabij Passendale, is de grootste Britse militaire begraafplaats ter wereld met bijna 12.000 graven
- Duitse militaire begraafplaats in Lommel is de qua dodental grootste nazibegraafplaats van de Tweede Wereldoorlog in West-Europa buiten Duitsland met ruim 39.000 begraven soldaten, maar is qua oppervlak kleiner dan Ysselsteyn en telt ook minder SS'ers.
- Duitse militaire begraafplaats in Ysselsteyn is de enige nazibegraafplaats van Nederland, op deze begraafplaats liggen ruim 31.800 nazisoldaten, SS'ers, Nederlandse oorlogsmisdadigers, verraders en collaborateurs en ook non-militairen. Het is met 28 ha de grootste oorlogsbegraafplaats ter wereld.[1]
- Ossuarium van Douaumont bevat de resten van 130.000 Duitse en Franse soldaten en bij het monument liggen nog 15.000 graven van de Slag om Verdun.
- Peutjoet te Banda Atjeh, waar 2.200 Nederlandse en inlandse militairen, grotendeels gesneuveld in de Atjehoorlog, begraven liggen